# Scottish Cup 1995-1996
La Scottish Cup 1995-1996 è stata la 111ª edizione del torneo. I Rangers hanno vinto il trofeo per la ventisettesima volta.

## Formula
In ogni turno si giocavano gare di sola andata; in caso di parità si disputava un replay a campi inveriti; in caso di ulteriore parità si procedeva con i supplementari e i rigori.

## Partite

### Primo turno
Gare disputate nel dicembre del 1995. 20 squadre ammesse direttamente al turno successivo.
| Squadra 1          | Risultato | Squadra 2   |
| ------------------ | --------- | ----------- |
| Albion Rovers      | 0 - 2     | Deveronvale |
| Glasgow University | 0 - 1     | Spartans    |
| Stenhousemuir      | 2 - 2     | Arbroath    |
| Stranraer          | 0 - 3     | Livingston  |

#### Replay
| Squadra 1 | Risultato | Squadra 2     |
| --------- | --------- | ------------- |
| Arbroath  | 0 - 1     | Stenhousemuir |

### Second turno
Gare disputate il 6 gennaio 1996.
| Squadra 1          | Risultato | Squadra 2      |
| ------------------ | --------- | -------------- |
| Ayr Utd            | 0 - 2     | Ross County    |
| Berwick Rangers    | 3 - 3     | Annan Athletic |
| Clyde              | 2 - 2     | Brechin City   |
| Deveronvale        | 0 - 0     | Keith          |
| East Stirlingshire | 0 - 1     | Stenhousemuir  |
| Forfar Athletic    | 3 -1      | Lossiemouth    |
| Inverness Thistle  | 3 - 2     | Livingston     |
| Montrose           | 2 - 1     | Cowdenbeath    |
| Queen of the South | 2 - 4     | Queen's Park   |
| Spartans           | 0 - 0     | East Fife      |
| Stirling Albion    | 3 - 1     | Alloa Athletic |
| Whitehill Welfare  | 2 - 2     | Fraserburgh    |

#### Replay
Gare disputate il 13 gennaio 1996
| Squadra 1      | Risultato | Squadra 2         |
| -------------- | --------- | ----------------- |
| Annan Athletic | 1 - 2     | Berwick Rangers   |
| Brechin City   | 1 - 3     | Clyde             |
| East Fife      | 2 - 1     | Spartans          |
| Fraserburgh    | 1 - 2     | Whitehill Welfare |
| Keith          | 3 - 0     | Deveronvale       |

### Terzo turno
Gare disputate tra il 27 e il 31 gennaio 1996.
In questo turno entrano in scena dieci squadre della massima serie e dieci della seconda serie.
| Squadra 1           | Risultato | Squadra 2       |
| ------------------- | --------- | --------------- |
| Berwick Rangers     | 1 - 2     | Dundee Utd      |
| Clyde               | 3 - 1     | Dundee          |
| Clydebank           | 0 - 1     | Stirling Albion |
| Dumbarton           | 1 - 3     | Airdrieonians   |
| Dunfermline         | 3 - 0     | St. Mirren      |
| Falkirk             | 0 - 2     | Stenhousemuir   |
| Hamilton Academical | 0 - 1     | St. Johnstone   |
| Hearts              | 1 - 0     | Partick Thistle |
| Hibernian           | 0 - 2     | Kilmarnock      |
| Inverness Thistle   | 1 - 1     | East Fife       |
| Keith               | 1 - 10    | Rangers         |
| Morton              | 1 - 1     | Montrose        |
| Motherwell          | 0 - 2     | Aberdeen        |
| Raith Rovers        | 3 - 0     | Queen's Park    |
| Ross County         | 0 - 3     | Forfar Athletic |
| Whitehill Welfare   | 0 - 3     | Celtic          |

#### Replay
| Squadra 1 | Risultato             | Squadra 2         |
| --------- | --------------------- | ----------------- |
| East Fife | 1 - 1 (dts) (1-3 dtr) | Inverness Thistle |
| Montrose  | 3 - 2                 | Morton            |

### Ottavi di finale
| Squadra 1       | Risultato | Squadra 2         |
| --------------- | --------- | ----------------- |
| Airdrieonians   | 2 - 2     | Forfar Athletic   |
| Celtic          | 2 - 0     | Raith Rovers      |
| Dundee Utd      | 1 - 0     | Dunfermline       |
| Kilmarnock      | 1 - 2     | Hearts            |
| St. Johnstone   | 3 - 0     | Montrose          |
| Stenhousemuir   | 0 - 1     | Inverness Thistle |
| Stirling Albion | 0 - 2     | Aberdeen          |
| Clyde           | 1 - 4     | Rangers           |

#### Replay
| Squadra 1       | Risultato             | Squadra 2     |
| --------------- | --------------------- | ------------- |
| Forfar Athletic | 0 - 0 (dts) (2-4 dtr) | Airdrieonians |

### Quarti di finale
| Squadra 1         | Risultato | Squadra 2     |
| ----------------- | --------- | ------------- |
| Celtic            | 2 - 1     | Dundee Utd    |
| Aberdeen          | 2 - 1     | Airdrieonians |
| Inverness Thistle | 0 - 3     | Rangers       |
| St. Johnstone     | 1 - 2     | Hearts        |

### Semifinali
| Squadra 1 | Risultato | Squadra 2 |
| --------- | --------- | --------- |
| Hearts    | 2 - 1     | Aberdeen  |
| Rangers   | 2 - 1     | Celtic    |

### Finale
| Squadra 1 | Risultato | Squadra 2 |
| --------- | --------- | --------- |
| Rangers   | 5 - 1     | Hearts    |